# Aplocheilichthys keilhacki
Aplocheilichthys keilhacki е вид лъчеперка от семейство Poeciliidae. Видът е уязвим и сериозно застрашен от изчезване.

## Разпространение и местообитание
Разпространен е в Того.
Обитава крайбрежията на сладководни басейни, реки и потоци.